# Rhyacophila melpomene
Rhyacophila melpomene är en nattsländeart som beskrevs av Malicky 1976. Rhyacophila melpomene ingår i släktet Rhyacophila och familjen rovnattsländor. Inga underarter finns listade i Catalogue of Life.